# شهرستان لهونژوب
شهرستان لهونژوب (به لاتین: Lhünzhub County) یک منطقهٔ مسکونی در چین است که در لهاسا واقع شده‌است. شهرستان لهونژوب ۴٬۵۱۲ کیلومتر مربع مساحت و ۵۰٬۸۹۵ نفر جمعیت دارد.